# Éremművészet
Az éremművészet alkotói – mivel önálló, ilyen irányú akkreditált képzés jelenleg nincs –, a képző- és iparművészet számtalan területéről verbuválódnak. Találunk köztük képzettségüket tekintve ötvösművészt, üvegművészt, keramikust, építészt, szobrászművészt, grafikusművészt, festőművészt egyaránt. Tehát, éremművész az a képzőművész, vagy iparművész, aki kifinomult plasztikai érzékkel rendelkezik és elgondolásait az éremművészet keretei között valósítja meg.
- Alkalmazott művészként elsősorban az iparművész (ötvösművész), de a reneszánsz mesterek óta a képzőművész is, elsősorban a szobrászművész készít érmét, érmet, plakettet ünnepi alkalomra, valamely esemény megörökítésére, megemlékezésre, egyéb funkciók ellátására (medál, zseton, névjegyérem stb.).
- Képzőművészként, gondolatai megfogalmazására, autonóm műalkotás létrehozása céljával választja e kötött műformát. Ma már nem ritka, hogy a kezdetben kizárólag funkcionális, használati tárgyakat létrehozó iparművész, sajátos szemlélete megtartásával (anyag- és ipari technológiák használata) önálló autonóm alkotást hoz létre, ezen a területen is.

## Kezdetek
Az éremművészet kialakulása a fémből készült fizetőeszköz, az érme megjelenéséhez kötődik. A már fizetőeszköz funkciót nem hordozó érme az érem (idegen szóval medál vagy medalion). A klasszikus éremművészet darabjai különböző fémből, (réz, bronz) gyakran nemesfémből (arany, ezüst) készültek. Alapvetően, különböző öntészeti vagy sajtolási, más néven verési technikával állították elő. Ebből adódik, hogy eleinte kizárólag fémműves, ötvös, vésnök készített különböző konkrét funkcióval ellátott emlékérmet, emlékérmét, pénzérmét, medált. Később a képzőművész autonóm alkotásokat hozott létre ezen a területen. Az éremművészet első kiemelkedő alakjának az itáliai Antonio Pisanót (eredeti neve Antonio di Puccio) tartják. A kis kerek fémlapon portrét ábrázoló lapos, vagy félmagas domborművű alkotás, mind a mai napig az érem közismert formája.

## Felvirágzása
A XIX. sz. utolsó harmadára tehető, a Magyarországon is tetten érhető felvirágzása, melynek társadalmi és technikai okai egyaránt voltak. A „redukálógép” más néven pantográf megjelenése lehetővé tette, hogy már ne csak a fémek megmunkálásában jártas szakemberek készítsenek érmeket, hanem a szobrászok is egyre inkább birtokba vegyék ezt a műfajt. A polgárosodásnak köszönhető, hogy kialakul az éremgyűjtők köre.

### Hazai vonatkozások
A századforduló és közvetlenül a háborút követő időszak néhány jelentős alkotója hazánkban: Beck Ö. Fülöp, Fémes Beck Vilmos, Berán Lajos, Boldogfai Farkas Sándor, Csillag István, Csúcs Ferenc, Ferenczy Béni, Ispánki József, Juhász Gyula, Madarassy Walter, Medgyessy Ferenc, Moiret Ödön, Murányi Gyula, Reményi József, Schwartz István, Szirmai Antal, Telcs Ede, Tóth Gyula, Zutt Richard. Hazánkban intézményes formában, tudományos igénnyel az 1901-ben alapított Magyar Numizmatikai Társulat (MNT) fordult az érem, érme felé. 1905-ben létrejött az Éremkedvelők Egyesülete (ÉKE), 1969-ben megalakult a Magyar Éremgyűjtők Egyesülete (MÉE). Az MNT és a MÉE ma is működik.

## Modern éremművészet
A konkrét használati funkciót szolgáló érem, érme és az egyre inkább a szabad művészi önkifejezés terepévé váló művészi érem fejlődése, párhuzamosan halad a mai napig. Előzőt elsősorban ötvösművészek, de gyakran szobrászművészek, vagy vésnökök tervezik, készítik különböző alkalmakra. Utóbbi a képzőművészet egyik különálló ágává vált, amit leginkább szobrászművészek, de a képző- és iparművészet különböző területeiről verbuválódott művészek művelik.

### Hazai vonatkozások
A modern magyar éremművészet az 1960-as évek közepétől indult újabb virágzásnak. A kor politikai, gazdasági kényszere is „elősegítette”, hogy sok művész ebben a kis helyen, kevés pénzből művelhető intim, ugyanakkor rendkívül kötött műfajban kereste az önkifejezés lehetőségét. Az 1970-es évek kezdete a hazai éremművészet egyik csúcspontja. A hagyományos anyagokból készült, elsősorban szobrászok által jegyzett alkotások az érem lapos megjelenési formájával szakítva, a kisplasztika irányába kezdtek formai kísérletekbe, melyek jelentős eredményeket hoztak. A korszak néhány kiemelkedő alkotója: Asszonyi Tamás, Borsos Miklós, Czinder Antal, Csíkszentmihályi Róbert, Gáti Gábor, Kiss Nagy András, Ligeti Erika, Vígh Tamás.

## Napjainkban
Az 1970-es évek közepétől, megjelentek – a megszokott öntött bronz helyett -, más anyagok felhasználásával készülő, az ipari technológiákat is felhasználó éremművészeti alkotások. Az iparművészet korszerű eszközrendszerét és kifejezésmódját használva, autonóm művek jöttek létre, ezzel gazdagítva a műfajt. Ma már az avantgárd művészeti mozgalom eredményei, a képzőművészeti gondolkodást szélesen értelmező kísérletek is megjelentek ezen a területen. A két alapvetően elkülönülő gondolkodásmód (képzőművészeti és iparművészeti) felfogás ma is egymás mellett önállóan fejlődik, de ugyanakkor hatnak egymásra.

### Hazai vonatkozások
Néhány jelentős hazai képviselője e vonulatnak: Bohus Zoltán, Budahelyi Tibor, Csepregi Sándor, Csiky Tibor, Ézsiás István, Friedrich Ferenc, Lugossy Mária.
Az említett időszakra esett, hogy a magyar alkotókat a nemzetközi éremművészeti életben egyértelműen az élvonalba sorolták. A lengyel, portugál és magyar éremművészek munkái meghatározóak a műfaj fejlődését tekintve. A korszak még nem említett jelentős hazai alkotói: Bakos Ildikó, Balás Eszter, Sz. Egyed Emma, Farkas Ádám, Holdas György, Kalmár János, Kiss György, Cs. Kovács László, Meszes Tóth Gyula, Németh Ágnes, Palotás József, Péter Ágnes, Soltra E. Tamás, Szanyi Péter, Szunyogh László, Szöllőssy Enikő, ifj. Szlávics László, Varga Éva, Várnagy Ildikó. Magyarországon az 1990-es évek végétől megindult egy sajátos kísérletező ága az éremművészetnek, amit a Határesetek. Az érem harmadik oldala címmel (1997, Budapest Galéria, Budapest) megrendezett kiállításhoz lehet kötni. A tárlat kezdeményezője és bonyolítója a Magyar Képzőművészek és Iparművészek Szövetsége (MKISZ) Érem Szakosztálya volt. A kiállításnak később folytatása is lett 2003-2004 – Esetek és határesetek – Határok és átjárások az éremművészetben (Párizs; Budapest; Kremnica; Szófia; Rusze; Pleven); 2005 – Határesetek az Éremművészetben III. (MKISZ Székháza, Budapest) Az országos pályázatokra beérkezett alkotások az éremművészet hagyományaira épülő, de attól időnként erősen elrugaszkodó műveket vonultatott fel. Az Országos Érembiennále anyagán is megfigyelhető, hogy a kísérletező kedv, eddig szokatlan anyagok felhasználását is lehetővé teszi. Ma már nem ritka különböző szerves anyagok, textil, csont, toll, bőr, szőrme megjelenése a fából, kőből, fémből, betonból, üvegből készült alkotások kiegészítéseként. A közhiedelemmel ellentétben, az éremművészet határozottan lépést tart a többi korszerű művészeti ággal. Láthatóak merész kísérletek, de ugyanakkor jelen vannak a míves, hagyományokhoz erősen kötődő alkotások is.

### A közelmúlt jelentős nemzetközi sikerei (válogatás)
- 1992 Art Medal World Congress FIDEM,[1] London, Grand Prix – Lugossy Mária
- 1994 Art Medal World Congress FIDEM, Budapest, FIBRU-díj – Kalmár János
- 2000 Art Medal World Congress FIDEM, Weimar, Grand Prix – Budahelyi Tibor
- 2003 III. International Biennial of Contemporary Medals, Seixal, (P), The Great Prize – Szabó Virág
- 2005 IV. International Biennial of Contemporary Medals, Seixal, (P), Innovative Prize – Szabó Virág
- 2005 IV. International Biennial of Contemporary Medals, Seixal, (P) Fiatal Alkotók Díja – Lieb Roland Ferenc
- 2007 Art Medal World Congress FIDEM, Colorado Springs (USA), Honorable Mention[halott link] – ifj. Szlávics László [2]
- 2008 V. International Biennial of Contemporary Medals, Seixal, (P), Innovative Prize – Kalmár János

### Szervezetek
- Fédération Internationale de la Médaille d'Art – F.I.D.E.M. (International Art Medal Federation ) – Az éremművészek nemzetközi szervezete.
- Magyar Képzőművészek és Iparművészek Szövetsége (MKISZ) Érem Szakosztály – A hazai éremművészeket tömörítő országos szervezet.

### Jelentős, rendszeresen visszatérő események
- Art Medal World Congress FIDEM – Kétévenként más-más országban megrendezésre kerülő kongresszus és hozzá kapcsolódó nagyszabású kiállítás. Jelenleg a legnagyobb, legrangosabb éremművészeti esemény.
- International Biennial of Contemporary Medals, Seixal – Portugáliában kétévenként megrendezett nemzetközi kortárs éremművészeti kiállítás.
- Országos Érembiennále – Sopronban kerül megrendezésre, minden páratlan évben.